# Partit Verd (Irlanda)
Partit Verd (irlandès Comhaontas Glas) és un partit polític de la República d'Irlanda. Va ser fundat pel mestre i esperantista Christopher Fettes de la ciutat de Dublín, en 1981, amb el nom de Partit Ecologista. El partit es va convertir en Aliança Verda el 1983 i en 1987 va adoptar el seu nom actual. Els candidats i candidates del Partit Verd han estat elegits a tots els nivells del govern: local, el Dáil Éireann i el Parlament Europeu. En 2007, el partit va obtenir la seva primera representació a l'Assemblea d'Irlanda del Nord. La República d'Irlanda i Irlanda del Nord tenen sistemes de representació proporcional que dona als partits minoritaris, com el Partit Verd, major oportunitat de guanyar representació.

## Història
La història del partit comença quan set candidats acudeixen a les eleccions al Dáil Éireann de novembre de 1982, sota la insígnia del Partit Ecologista obtenint el 0,2% dels vots. El 1983, el partit canvia el seu nom a Aliança Verda i concorre a les eleccions del Parlament europeu en 1984. En aquests comicis el fundador del partit va obtenir 1,9% dels vots en la circumscripció electoral de Dublín. L'any següent obtenen la seva primera victòria en ser escollit Marcus Counihan al Consell del Districte Urbà de Killarney a les eleccions locals de 1985. A nivell nacional el partit va obtenir 0,6% dels vots.
El Partit va continuar la seva lluita fins que en les eleccions generals de 1989, i després de canviar el seu nom a Partit Verd, guanyen la seva primera cadira en el parlament nacional, el Dáil Éireann, quan és escollit Roger Garland. A les eleccions al Dáil Éireann de 1997 el partit guanya un escó amb John Gormley.

No obstant això, no fou fins a les eleccions al Dáil Éireann de 2002 que es dona un gran pas endavant, quan el partit assoleix escollir sis membres al parlament amb el 4% del vot a nivell nacional. No obstant això, a l'elecció al Parlament Europeu de juny de 2004, la col·lectivitat política va perdre el seu escó al Parlament Europeu, el qual havia guanyat en 1994 i retingut en 1999. El Partit Verd no va tenir un líder nacional fins a l'any 2001. En una convenció especial celebrada a Kilkenny, el 6 d'octubre de 2001, Trevor Sargent va ser elegit com el primer líder oficial del partit. Sargent va ser reelegit en 2003 i novament en 2005.
A les eleccions locals de 2004 augmentà el seu nombre de regidors de 8 a 18 a nivell de comtat, i de 5 a 14 en els consells dels pobles, un gran creixement a nivell local per a un partit petit. Entre aquests nous regidors figuren: Niall O Brolcháin, a la ciutat de Galway i J. J. Power, a Naas, amb altres a Cork, Donegal, Louth, Wicklow, Clare, Carlow i Kilkenny, cosa que representa un gran avenç sobre la base tradicional del partit a Dublín.
Sargent va renunciar a la direcció del partit quan aquest va entrar en una coalició amb Fianna Fáil i els demòcrates progressistes. El 17 de juliol de 2007, John Gormley es va convertir en el nou líder del partit en vèncer a Patricia McKenna per un avantatge de 115 vots (478 a 215). Mary White és la segona persona de major rangle dintre del Partit Verd.
El Partit Verd té llaços estrets amb el seu contraparte en Irlanda del Nord, el Partit Verd a Irlanda del Nord, el qual va votar en la seva convenció anual per a convertir-se en una regió del Partit Verd irlandès. Brian Wilson va ser el primer a guanyar un escó en l'Assemblea d'Irlanda del Nord en les eleccions de 2007. Encara que és membre de la Federació de Partit Verds Europeus, el Partit Verd ha assumit postures d'euroescepticisme. El partit té també una organització de la joventut coneguda com a Joves Verds, que compta amb diversos centenars de membres a través de tot el país. Fundada en 2002, fa campanya a favor de la protecció del medi ambient, els drets humans i més fons per a l'educació. L'organització està fortament associada a la joventut del Partit Verd d'Irlanda del Nord. En el 2004 es va associar a la Federació de Joves Verds Europeus. El Comitè Executiu Nacional és el comitè organitzatiu del partit.

### Govern de coalició
Els republicans de Sinn Féin van ser la força més votada a la República d'Irlanda en les eleccions al Dáil Éireann de 2020, encara que no van poder governar, doncs Micheál Martin del Fianna Fáil va ser nomenat Taoiseach amb un govern de coalició entre el Fine Gael, Fianna Fáil i el Partit Verd amb Leo Varadkar com a Tánaiste, intercanviant-se els papers el 2022. Varadkar va dimitir el 20 de març de 2024 poc després que el seu govern va perdre perdés dos referèndums per canviar el que va anomenava llenguatge "sexista" a la constitució, va dimitir com a líder de Fine Gael amb efecte immediat, afirmant que dimitiria com a Taoiseach quan el seu successor fos elegit. El conservador Simon Harris fou nomenat el 9 d'abril de 2024 nou taoiseach (primer ministre d'Irlanda) amb 88 vots a favor i 69 en contra, formant un govern de coalició entre el Fine Gael, Fianna Fáil i el Partit Verd.

### Crisi de 2024
Eamon Ryan va dimitir el 18 de juny de 2024 com a líder del partit, sent rellevat per Roderic O'Gorman, que ja havia encapçalat el partit entre 2011 i 2019.
A les eleccions al Dáil Éireann de 2024, en què els seus socis de govern Fianna Fáil i Fine Gael van quedar a dos escons de la majoria absoluta, el Partit Verd va perdre tots els seus escons menys un. Els resultats d'Aliança 90/Els Verds a Alemanya, Groen Bèlgica i el Partit Verd Irlanda corresponen a la tendència a tot Europa, on les polítiques ecològiques dels partits verds al govern afecten de manera desproporcionada els menys benestants amb mesures que encareixen la vida ignorant la tensió financera que pateixen moltes llars.

## Resultats electorals

### Dáil Éireann
| Any       | Líder            | Vots de 1a pref. | %        | Escons   | ±  | Govern            |
| --------- | ---------------- | ---------------- | -------- | -------- | -- | ----------------- |
| 1982 (II) | Cap              | 3,716            | 0.2 (#6) | 0 / 166  | =  | Extraparlamentari |
| 1987      | Cap              | 7,159            | 0.4 (#8) | 0 / 166  | =  | Extraparlamentari |
| 1989      | Cap              | 24,827           | 1.5 (#6) | 1 / 166  | 1  | Oposició          |
| 1992      | Cap              | 24,110           | 1.4 (#7) | 1 / 166  | =  | Oposició          |
| 1997      | Cap              | 49,323           | 2.8 (#5) | 2 / 166  | 1  | Oposició          |
| 2002      | Trevor Sargent   | 71,470           | 3.8 (#6) | 6 / 166  | 4  | Oposició          |
| 2007      | Trevor Sargent   | 96,936           | 4.7 (#5) | 6 / 166  | =  | FF-GP-PD          |
| 2011      | John Gormley     | 41,039           | 1.8 (#5) | 0 / 166  | 6  | Extraparlamentari |
| 2016      | Eamon Ryan       | 56,999           | 2.7 (#8) | 2 / 158  | 2  | Oposició          |
| 2020      | Eamon Ryan       | 155,695          | 7.1 (#4) | 12 / 160 | 10 | FF-FG-GP          |
| 2024      | Roderic O'Gorman | 66,911           | 3.0 (#8) | 1 / 174  | 11 | Per determinar    |

### Parlament Europeu
| Any  | Líder          | Vots de 1a pref. | %          | Escons | +/− | Grup Europeu |
| ---- | -------------- | ---------------- | ---------- | ------ | --- | ------------ |
| 1984 | Cap            | 5,242            | 0.47 (#7)  | 0 / 15 | Nou | −            |
| 1989 | Cap            | 61,041           | 3.74 (#6)  | 0 / 15 | =   | −            |
| 1994 | Cap            | 90,046           | 7.92 (#4)  | 2 / 15 | 2   | Verds        |
| 1999 | Cap            | 93,100           | 6.69 (#4)  | 2 / 15 | =   | Verds/EFA    |
| 2004 | Trevor Sargent | 76,917           | 4.32 (#5)  | 0 / 13 | 2   | −            |
| 2009 | John Gormley   | 34,585           | 1.89 (#7)  | 0 / 12 | =   | −            |
| 2014 | Eamon Ryan     | 81,458           | 4.92 (#5)  | 0 / 11 | =   | −            |
| 2019 | Eamon Ryan     | 190,814          | 11.37 (#4) | 2 / 13 | 2   | Verds/EFA    |
| 2024 | Eamon Ryan     | 93,575           | 5.36 (#4)  | 0 / 14 | 2   | −            |